# Turkije op het Eurovisiesongfestival 1995
Turkije deed mee aan het Eurovisiesongfestival 1995 in Dublin, Ierland. Het was de 17de deelname van het land op het Eurovisiesongfestival. Het lied werd gekozen door middel van een nationale finale.

## Selectieprocedure
De kandidaat voor Turkije op het Eurovisiesongfestival werd gekozen door een nationale finale  De winnaar werd gekozen door een jury.

## In Dublin
In Ierland trad Turkije als 10de land aan,  net na Kroatië en voor Spanje. Op het einde van de stemming bleek dat ze 21 punten gekregen hadden en dat ze daarmee op de 16de plaats eindigden. 
Van België ontving het 1 punt en Nederland deed niet mee in 1995.

### Gekregen punten

#### Finale
| 12 punten | 10 punten | 8 punten   | 7 punten                       | 6 punten          |
| --------- | --------- | ---------- | ------------------------------ | ----------------- |
|           |           |            | - Malta                        |                   |
| 5 punten  | 4 punten  | 3 punten   | 2 punten                       | 1 punt            |
| - Kroatië |           | - Slovenië | - Spanje - Verenigd Koninkrijk | - België - Israël |

### Punten gegeven door Turkije

#### Finale
Punten gegeven in de finale:
| 12 punten | Noorwegen             |
| 10 punten | Malta                 |
| 8 punten  | Spanje                |
| 7 punten  | Kroatië               |
| 6 punten  | Denemarken            |
| 5 punten  | Ierland               |
| 4 punten  | Oostenrijk            |
| 3 punten  | Bosnië en Herzegovina |
| 2 punten  | Frankrijk             |
| 1 punt    | Zweden                |